# Białe Skały (Macelowa Góra)

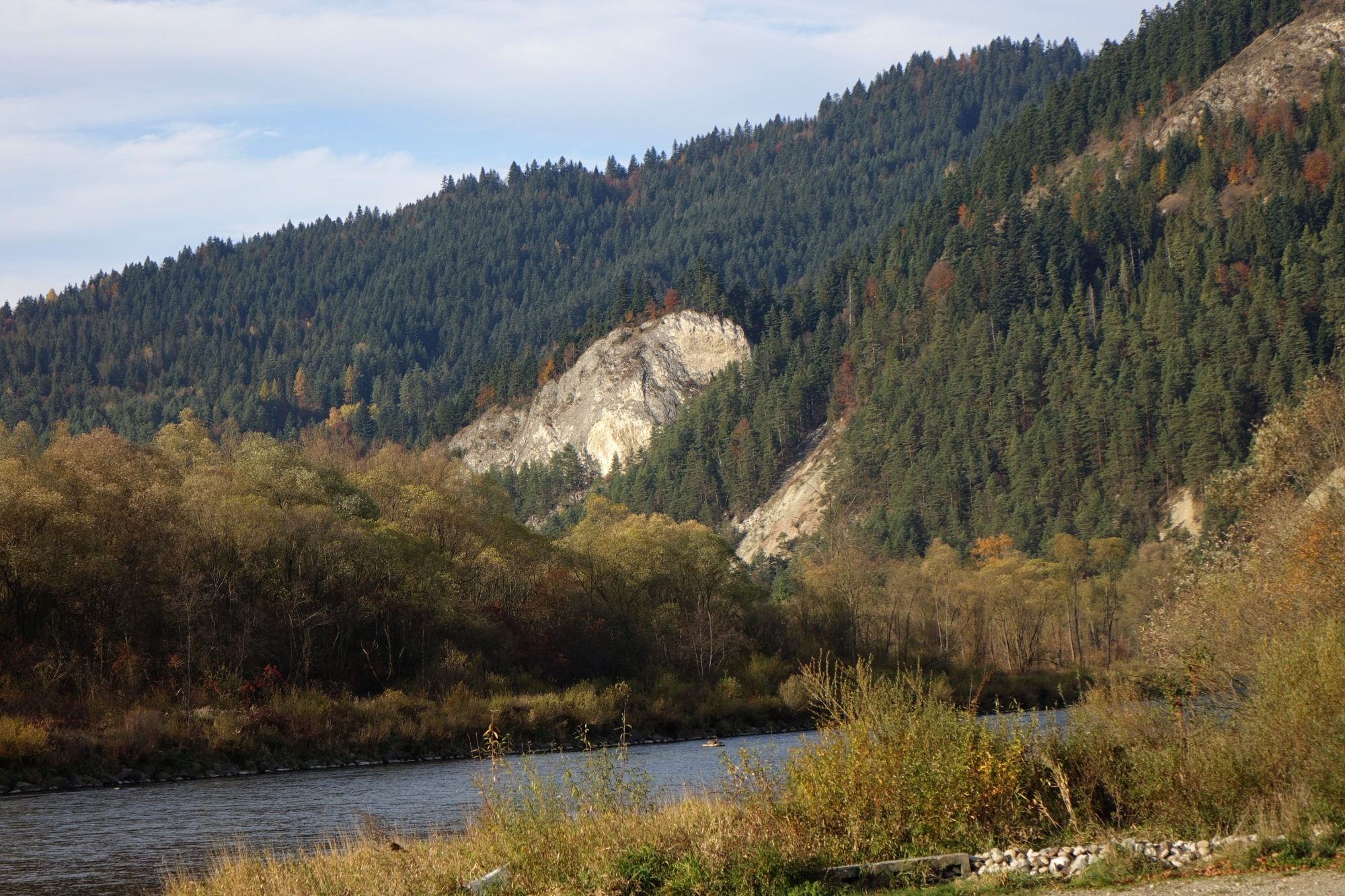
Biała Skała (po lewej) i Czerwone Skały

Białe Skały, Biała Skała – zbudowana z wapieni skała w południowych stokach Macelowej Góry (795 m n.p.m.) w Pieninach. W najwyższym punkcie ma około 598 m n.p.m. Powstała w wyniku podcięcia przez Dunajec, od którego strony wznosi się stromą, niemal pionową ścianą. Od Białej Skały w południowo-wschodnim kierunku ciągnie się wzdłuż Dunajca pas skał zwanych Czerwonymi Skałami. Ma ciekawą florę, m.in. stwierdzono tutaj występowanie kokoryczy żółtawej oraz wiechliny styryjskiej – bardzo rzadkiej rośliny, w Polsce występującej tylko na kilku stanowiskach w Pieninach i jednym w Beskidzie Sądeckim.
Po zachodniej stronie Białej Skały spływa do Dunajca Straszny Potok. To tutaj, za mostkiem tego potoku, poniżej urwisk Białej Skały, wydarzyła się w czerwcu 1960 tragedia: podczas spływu Przełomem Pienińskim wskutek przeciążenia tratwy utopiło się 16 uczniów i flisak, zaś nauczycielka płynąca z innymi uczniami na sąsiedniej tratwie zmarła na atak serca.
Białe Skały znajdują się w Pienińskim Parku Narodowym w granicach wsi Sromowce Wyżne, w województwie małopolskim, w powiecie nowotarskim w gminie Czorsztyn.

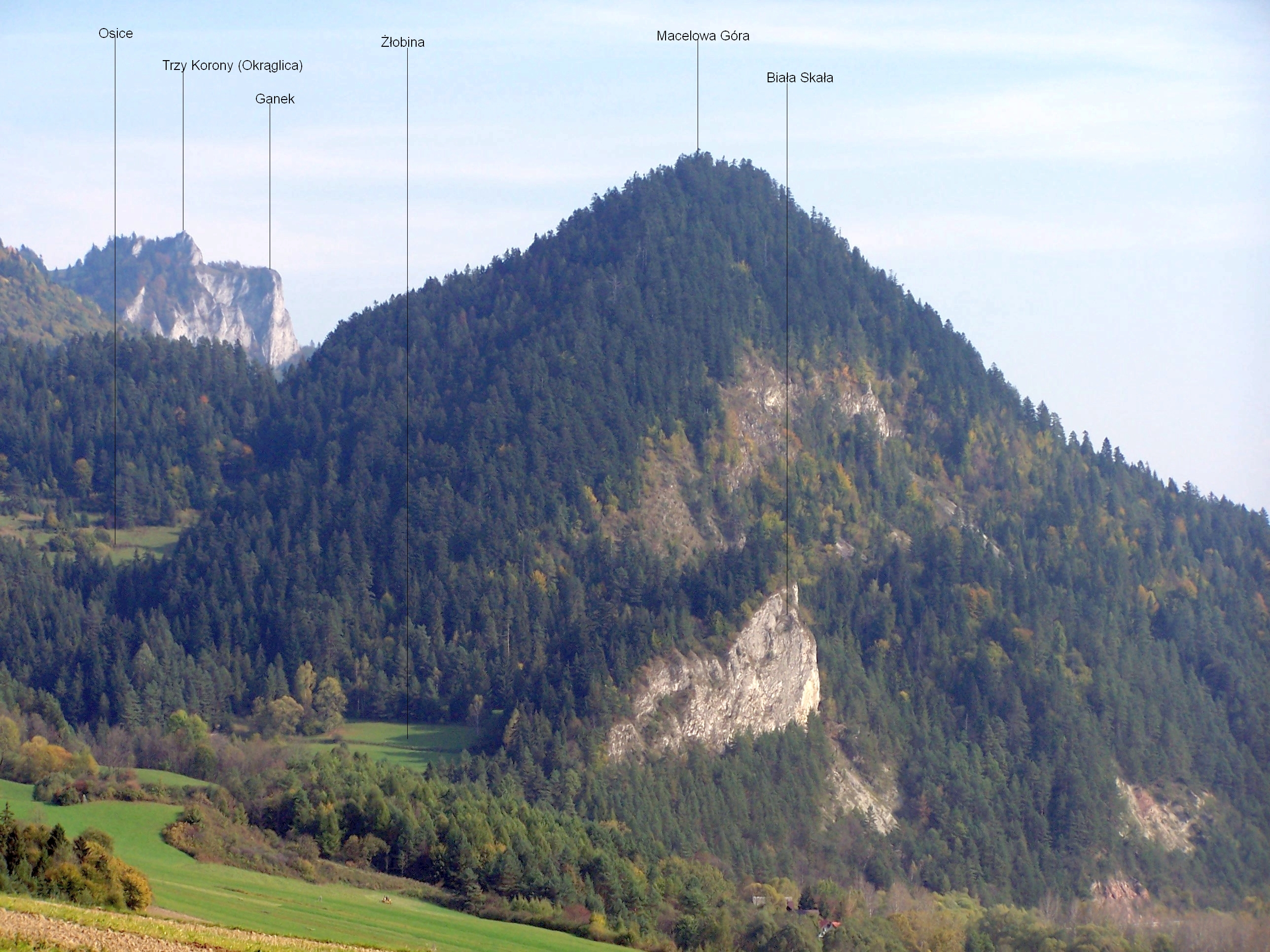
Macelowa Góra i Biała Skała.U góry, po lewej stronie Trzy Korony